# Gillian Mackay
Gillian Audrey Mackay (née en 1991) est une femme politique verte écossaise qui est membre du Parlement écossais (MSP) pour la région du centre de l'Écosse depuis les élections législatives écossaises de 2021. Elle est la première membre du Parlement écossais verte à être élue dans le centre de l'Écosse.
Élevée à Grangemouth, elle est diplômée en biodiversité marine et biotechnologie de l'Université Heriot-Watt. Elle est atteinte du trouble sensoriel de la maladie de Menière.

## Carrière politique
Elle entre en politique pour la première fois par le biais d'un stage chez les Verts écossais à Holyrood. Elle obtient le stage dans le cadre d'un programme visant à soutenir les personnes handicapées en politique. Elle est ensuite devenue agent de soutien à la campagne régionale pour la région de Lothian.
Avant d'être élue au Parlement écossais, elle est candidate malheureuse dans la circonscription de Linlithgow et East Falkirk lors des élections générales britanniques de 2019, et s'est également présentée sans succès aux élections du conseil de la ville d'Édimbourg en 2017 et aux élections européennes de 2019 au Royaume-Uni.
Elle est la porte-parole des Verts écossais pour la santé et l'aide sociale.

## Vie privée
Sa mère Audrey est professeure de musique à Falkirk. Elle a une sœur, un frère et un partenaire.